# Henrik Hedman
Henrik Hedman, född 5 februari 1968 i är en svensk finansman och racerförare, numera verksam i USA.

## Racingkarriär

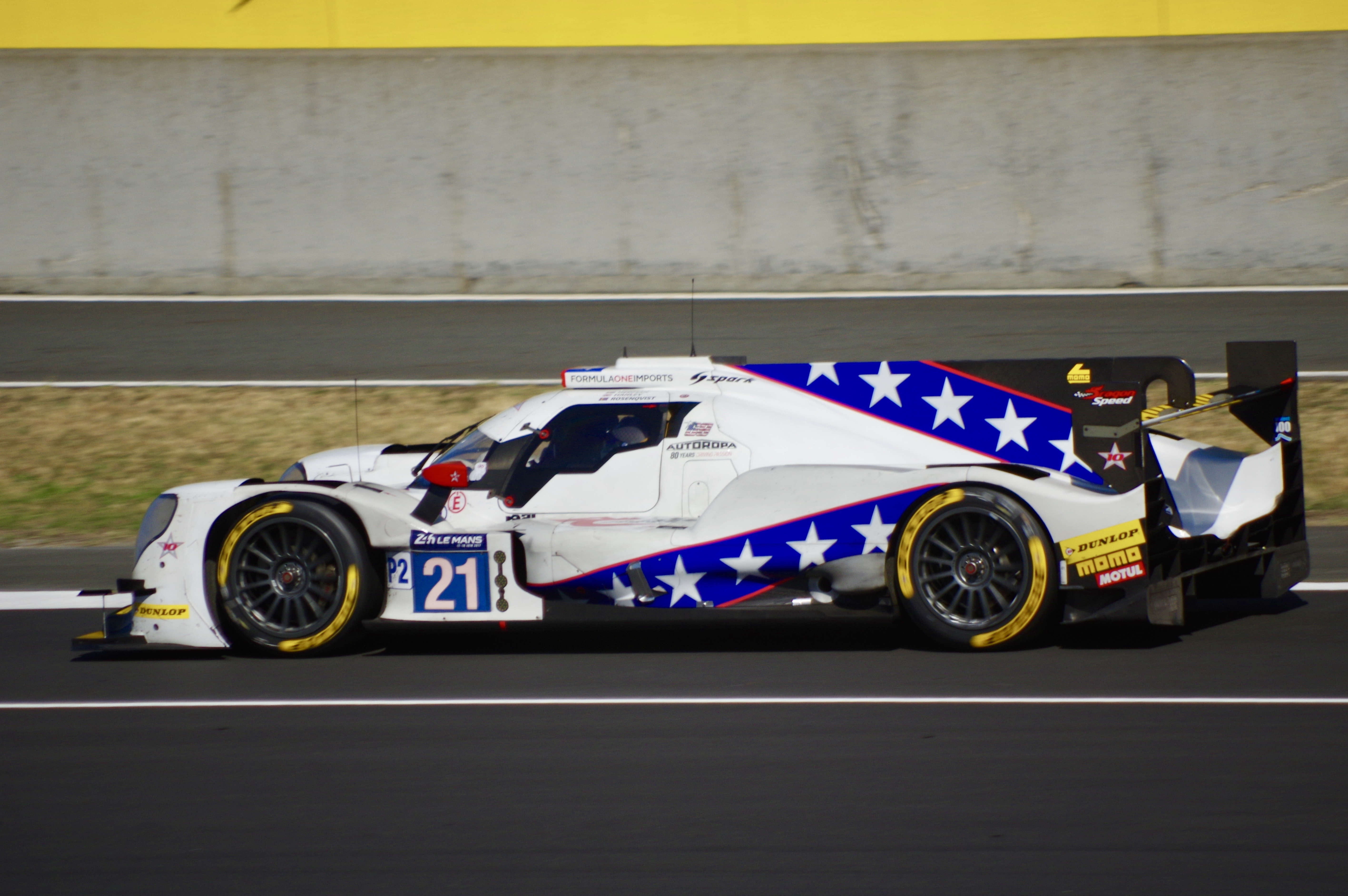
DragonSpeeds Oreca 07 vid Le Mans 24-timmars 2017.

Sedan han flyttat till Florida tog Hedman upp GT-racing och debuterade i Trofeo Maserati World Series säsongen 2012. Han har därefter gått över till sportvagnsracing med det amerikanska teamet DragonSpeed och vunnit flera deltävlingar i Eurpoean Le Mans Series. Hedman har även kört Le Mans 24-timmars med DragonSpeed.